# Rico Tipo
Rico Tipo va ser un setmanari d'humor argentí que es va publicar des de finals de 1944 fins a l'any 1972. Va ser fundat i dirigit per Guillermo Divito.
Juntament amb Patoruzú i Satiricón, van ser una de les revistes que van impulsar l'humor gràfic a l'Argentina. Aquesta història començaria en 1936, any d'aparició de la revista Patozurú, es consolidaria amb Rico Tipo, que oferia un humor més despreocupat i amb menors atadures a la moral de l'època que Patozurú.
A l'Estat Espanyol, aquesta revista va influir fortament als creadors de les primeres etapes de l'escola Bruguera, a banda de ser la inspiració directa de revistes com Tío Vivo i el DDT.

## Orígens
Un molt jove José Antonio Guillermo Divito havia aconseguit formar part de l'equip estable de Patoruzú, setmanari en el qual va desenvolupar els seus primers personatges. Allà va començar a dibuixar les seves primeres "Chicas de Divito". Sembla que l'enorme sensualitat de les formes d'aquestes noies no era del grat del director de la revista, Dante Quinterno, qui li suggeria retocs i faldilles més llargues.
Cansat d'aquests xocs i davant d'una negativa d'augment de sou, Divito es va llançar a crear la seva pròpia revista, Rico Tipo, que va veure el carrer un 16 de novembre de 1944 i a l'any següent ja rondava els 350.000 exemplars de tirada setmanal.

## Equip, Seccions i Personatges

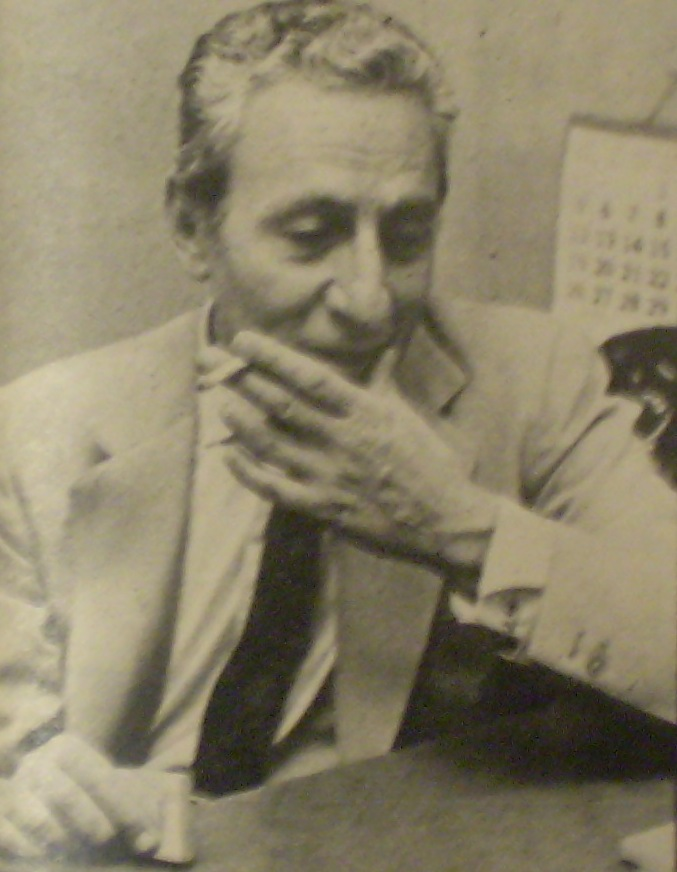
Divito, fundador de la publicació.

Divito va dibuixar a aquesta revista, a banda de les seves "Chicas", a tota una saga de personatges que retrataven diferents aspectes recognoscibles per al ciutadà mitjà: Pochita Morfoni, una dona obesa que només pensa en el menjar; Fúlmine, un home lleig i vestit de negre que implica mala sort i desgràcies; Fallutelli, prototip de l'assalariat adulador del cap i traïdor amb els seus companys; Bómbolo, un home gros, alegre i ingenu que no sap entendre el sentit figurat i sempre pren les coses literalment; El abuelo, un vell verd en el fons innocu i enamoradís de les jovenetes; Gracielita, una nena molt moderna i eixerida.
Però, per sobre tots, sempre va destacar El otro yo del Dr. Merengue, "una espècie de Mr. Hyde crioll", segons el va definir Pablo de Santis al seu llibre "Rico Tipo y las Chicas de Divito". El Dr. Merengue es comportava segons exigeixen les convencions socials més conservadores: seriós, formal, equànime, correcte i desapassionat, sense perdre mai les maneres, mentre que seu altre jo revelava a l'última vinyeta de la tira els verdaders sentiments o pensaments del doctor.
A més de Divito, per Rico Tipo va passar tota la flor i nata de l'humor argentí escrit i gràfic de l'època, a més de formar-se les futures generacions que van fer els seus primers passos allà.
Oscar Conti "Oski", talentós dibuixant que, a més de les seves pàgines d'humor gràfic, il·lustrava el "diari" Versos y Notisias (sic), doble pàgina que editava dins de la revista Carlos Warnes, sota el pseudònim de César Bruto. Era una delirant paròdia d'un diari amb notícies absurdes i/o poc rellevants, escrites amb una particular ortografia. Warnes també oferia pàgines amb històries diverses que firmava com Napoleón Verdadero.
Alejandro del Prado "Calé", realitzava la pàgina Buenos Aires en camiseta, que indagava en els costums amb precisió tan brillant que encara avui es pot reconèixer molts trets del bonarense mitjà en les seves vinyetes i texts. Text i dibuixos estaven realitzats amb verdadera mestria.
Rodolfo M. Taboada, també es dedicava al costumisme, però en forma de comentaris a Dos postales por un peso.
Horacio S. Meyrialle, després guionista destacat de ràdio i de la primera època de la televisió argentina, va realitzar Pocholo, prototip del "nen de mamà", gandul i reeixit amb les dones, que gràcies a això sempre surt ben parat de totes les dificultats. I també Pichuca y Yo, cròniques amb format d'obra teatral d'una pàgina d'una parella que es va estendre des del festeig fins a diversos anys de matrimoni i on es reflectien les típiques situacions de malestar de tota parella. Escriptor prolífic, Meyrialle també aportava acudits breus i altres col·laboracions sota els pseudònims Mey i Hacheseme.
Miguel Ángel Bavio Esquiú escrivia el seu Juan Mondiola, al que acompanyava una il·lustració de Pedro Seguí, que també dibuixava inquietants xicones, igual com Toño Gallo, qui estarien, òbviament, influenciats per Divito.
Abel Ianiro s'ocupava amb la seva tècnica magistral de les caricatures.
Joaquín Lavado "Quino", el cèlebre autor de Mafalda també va fer en Rico Tipo els seus primers passos.
Tomás Elvino Blanc metamorfosava a la seva manera, lletres de tangos.
La revista també tenia una secció de cinema, amb àcids comentaris que estaven a càrrec de Raimundo Calcagno "Calki", i una de carreres a càrrec de Bandera Verde.
Fins humoristes de la talla de Juan Àngel Cotta, Aldo Cammarotta o Wimpi van escriure pàgines a Rico Tipo.
Altres col·laboradors com: Alfredo Levalle, Rafael Martínez, Billy Kerosene, Adolfo Mazzone, Guillermo Guerrero, Faruk, van publicar en els 28 anys de vida de Rico Tipo.

## L'apogeu

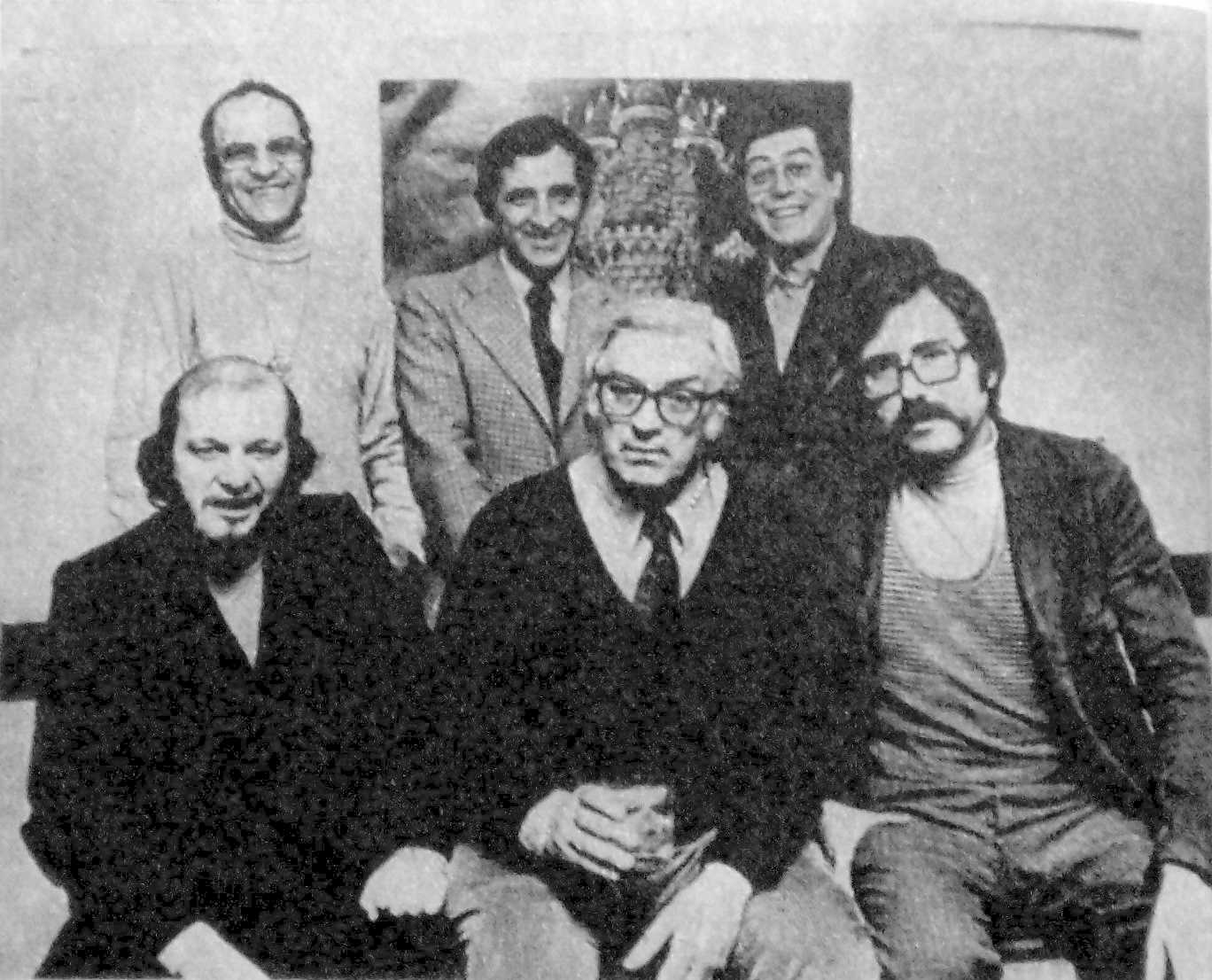
Oscar Conti, al centre, amb altres historietistes argentins com Quino (dalt a l'esquerra)

Rico Tipo va tenir dues dècades de glòria: 1940 i 1950. En elles la seva tirada i acceptació popular van ser massives.
La gent adulta es reconeixia a les seves pàgines i en els seus personatges i gaudia d'aquest humor on les passions i la sensualitat no eren del tot absents.
Les Chicas de Divito, sobretot, llançaven un missatge de desimboltura que la distingia d'altres publicacions que buscaven ser més familiars. La revista va assolir tal èxit i popularitat que va arribar a imposar la moda de la Buenos Aires de la seva època. Les dones volien assemblar-se a les Chicas de Divito que freqüentment apareixien a les tapes de la revista. Els homes somiaven amb aquest model de dona i també adoptaven la manera de vestir dels personatges masculins que Divito dibuixava: vestits creuats amb jaquetes molt llargues i amb molts botons.
Les sastreries treien cada temporada "vestits Divito" i fins i tot hi va haver "nines Divito", com un avançament del que avui és el marxandatge.

## El declivi i la desaparició
La liberalitat sexual que comença a manifestar-se a finals de la dècada del seixanta van començar a debilitar la influència de la revista. Els esdeveniments polítics al país, així mateix, requerien la mirada cap a aquests temes, tan llunyans a Divito. La publicació cap a finals dels seixanta hauria hagut d'elegir entre canviar el seu estil o desaparèixer. Divito, mort el 1969, no va arribar a veure la desaparició de la seva revista, que es va produir tres anys més tard, ni un canvi d'estil que segurament no li hagués agradat.